# کیفرخواست
کیفرخواست همان ادعانامه دادستان است؛ که پس از پایان تحقیقات مقدماتی در خصوص متهم صادر می‌شود.
تقاضای دادسرا از محکمهٔ جزایی برای تعیین مجازات یا اقدامات تأمینی و تربیتی دربارهٔ متهم، کیفرخواست نامیده می‌شود. در ماده ۲۷۹ آیین دادرسی کیفری به عناصر کیفرخواست اشاره شده است.
پس از صدور کیفرخواست توسط دادستان یا معاون ایشان، پرونده برای رسیدگی به دادگاه ارسال می شود. دفتر دادگاه مفاد کیفرخواست را به همراه وقت رسیدگی به متهم ابلاغ می کند

## مندرجات کیفرخواست
1. نام و نام خانوادگی، نام پدر، سن، شغل، محل اقامت متهم، با سواد یا بی‌سواد بودن، مجرد یا متأهل بودن؛
2. نوع قرار تأمین با قید این که متهم بازداشت است یا آزاد؛
3. نوع اتهام
4. دلائل اتهام
5. تاریخ و محل وقوع جرم
6. موارد قانونی مورد استناد
7. سابقه محکومیت کیفری در صورتی که متهم دارای سابقه محکومیت کیفری باشد.